# Altleiningen

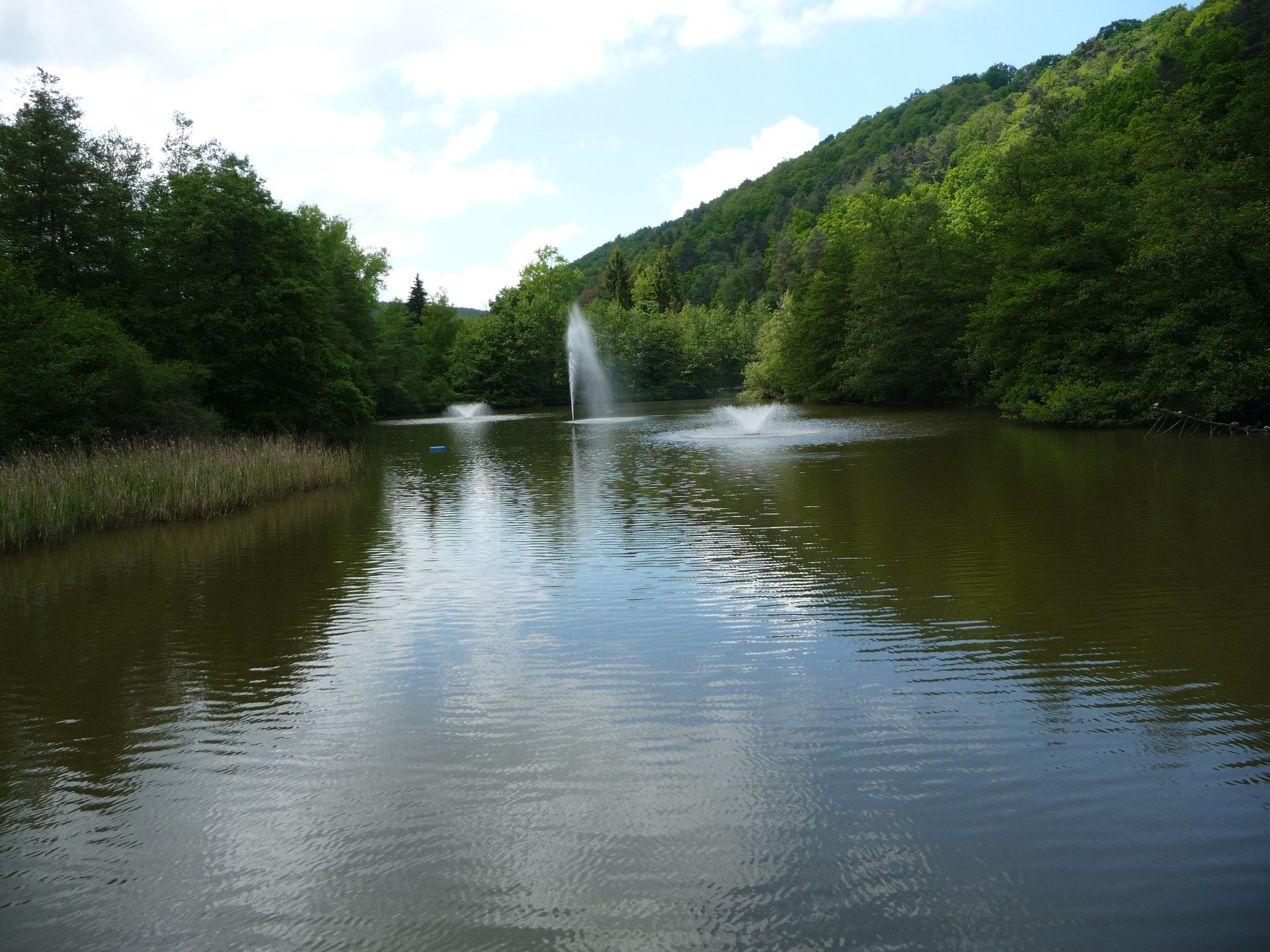
Landschaftsbild auf der Gemarkung von Altleiningen

Altleiningen ist eine Ortsgemeinde im rheinland-pfälzischen Landkreis Bad Dürkheim. Sie gehört der Verbandsgemeinde Leiningerland an, innerhalb derer sie gemessen an der Fläche die drittgrößte Ortsgemeinde bildet.

## Geographie

### Lage
Der Ort liegt auf 300 m ü. NHN im nordöstlichen Pfälzerwald größtenteils in dessen Teilbereich Stumpfwald. Nachbargemeinden sind im Uhrzeigersinn – einschließlich Exklaven – Wattenheim und Neuleiningen im Norden, Battenberg im Nordosten, Bobenheim am Berg und Weisenheim am Berg im Osten, Freinsheim, Bad Dürkheim, und Dackenheim im Südosten sowie Kirchheim an der Weinstraße, Carlsberg, Grünstadt und erneut Carlsberg im Westen.
Zu Altleiningen gehören zusätzlich der 2 km südlich liegende Ortsteil Höningen sowie die Wohnplätze Amseltal, Maihof-Drahtzug, Gartenhof, Großsägmühle, Junghof, Kleinsägmühle, Leininger Tal, Hof am Hang, Neuhof, Spechttal, Tränkwoog, Waldheim und Weiherhof.

### Erhebungen
Im Südwesten des Gemeindegebiets erhebt sich der 424,1 m hohe Leuchtenberg und westlich von diesem an der Gemarkungsgrenze einer Exklave von Kirchheim der 432,5 m hohe Harsberg.

### Gewässer
Die Kerngemeinde liegt im Tal des Eckbachs. Vor Erreichen des Siedlungsgebiets mündet in diesen von rechts der Bach vom Schlüsselstein. Nachdem der Eckbach das Siedlungsgebiet in Südwest-Nordost-Richtung durchflossen hat, nimmt er zunächst von links den Rothbach auf und danach von rechts den Höninger Bach sowie den Bach im Spechttal.

## Geschichte

### Name
Altleiningen, ursprünglich Leiningen, wurde erstmals im Jahr 780 im Lorscher Codex anlässlich einer Schenkung an das Kloster Lorsch urkundlich erwähnt. Die Schenkung betraf ein Waldgebiet „in linunga marca“ (auf Leininger Gemarkung). Der Name bezog sich auf den Leinbaum, eine Bezeichnung, die damals in der Gegend sowohl für den Spitzahorn als auch für die Sommerlinde verwendet wurde. Weil beide Baumarten an seinen Ufern häufig vorkamen, führte der Eckbach zu dieser Zeit den Namen Leinbach. Hiervon leitet sich das Adelsgeschlecht der Leininger ab, dem das Leiningerland jahrhundertelang zu Eigen war und das eine Linde im Wappen führte.

### Chronik

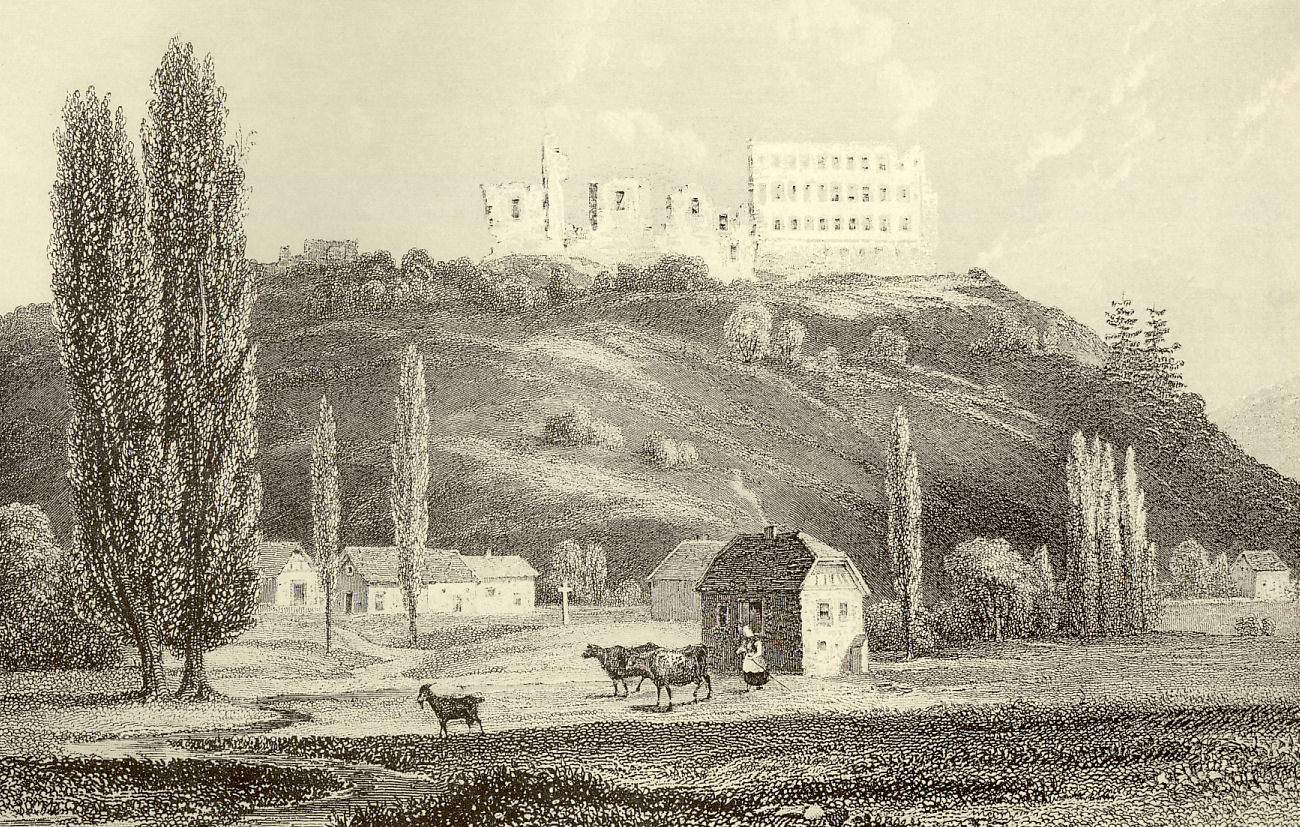
Historische Ansicht von Altleiningen

Seit dem Mittelalter gehörte Altleiningen den Leininger Grafen, deren Stammburg auf einem Bergrücken über dem Dorf liegt. Aber auch das Kloster Otterberg war im Ort begütert. Nachdem die Französische Revolution zum Ende des 18. Jahrhunderts auf die linksrheinischen Gebiete der Kurpfalz übergegriffen hatte, war auch Altleiningen vorübergehend Teil des französischen Departements Donnersberg. Bereits zu diesem Zeitpunkt bildete Altleiningen mit dem südlichen Nachbarort Höningen eine Gemeinde.
Von 1798 bis 1814, als die Pfalz Teil der Französischen Republik (bis 1804) und anschließend Teil des Napoleonischen Kaiserreichs war, war Altleiningen und Höningen in den Kanton Grünstadt eingegliedert und Sitz einer eigenen Mairie. 1815 wurde das Dorf nach dem Wiener Kongress Österreich zugeschlagen. Bereits ein Jahr später wechselte es wie die gesamte Pfalz in das Königreich Bayern. Von 1818 bis 1862 gehörte „Alt-Leiningen“ dem Landkommissariat Frankenthal an; aus diesem ging das Bezirksamt Frankenthal  hervor.
Die einst vor Ort ansässige jüdische Gemeinde besaß ab 1834 eine Synagoge, die Anfang des 20. Jahrhunderts profaniert und in der Folgezeit abgerissen wurde.
Ab 1939 war die Gemeinde Bestandteil des Landkreises Frankenthal (Pfalz). Nach dem Zweiten Weltkrieg wurde der Ort innerhalb der französischen Besatzungszone Teil des damals neu gebildeten Landes Rheinland-Pfalz. Im Zuge der ersten rheinland-pfälzischen Verwaltungsreform wechselte der Ort in den neu geschaffenen Landkreis Bad Dürkheim. Drei Jahre später wurde er Bestandteil der ebenfalls neu geschaffenen Verbandsgemeinde Hettenleidelheim. 2018 erfolgte die Zuordnung zur Verbandsgemeinde Leiningerland.

## Bevölkerung

### Einwohnerstatistik
Die Entwicklung der Einwohnerzahl von Altleiningen, die Werte von 1871 bis 1987 beruhen auf Volkszählungen:
| Jahr | Einwohner |
| 1815 | 560       |
| 1835 | 867       |
| 1871 | 877       |
| 1905 | 1.014     |
| 1939 | 1.190     |
| 1950 | 1.401     |

| Jahr | Einwohner |
| 1961 | 1.508     |
| 1970 | 1.769     |
| 1987 | 1.818     |
| 1997 | 1.879     |
| 2005 | 1.935     |
| 2023 | 1.738     |

### Konfessionsstatistik
Ende 2011 waren 43 % der Einwohner evangelisch und 30 % katholisch. 24 % waren konfessionslos, und 3 % gehörten einer sonstigen Glaubensgemeinschaft an. Der Anteil der Katholiken und Protestanten an der Gesamtbevölkerung ist seitdem gesunken. Ende Januar 2025 waren von den Einwohnern 34,0 % evangelisch und 21,0 % katholisch. 45,0 % waren konfessionslos oder gehörten einer anderen Glaubensgemeinschaft an.

### Christentum

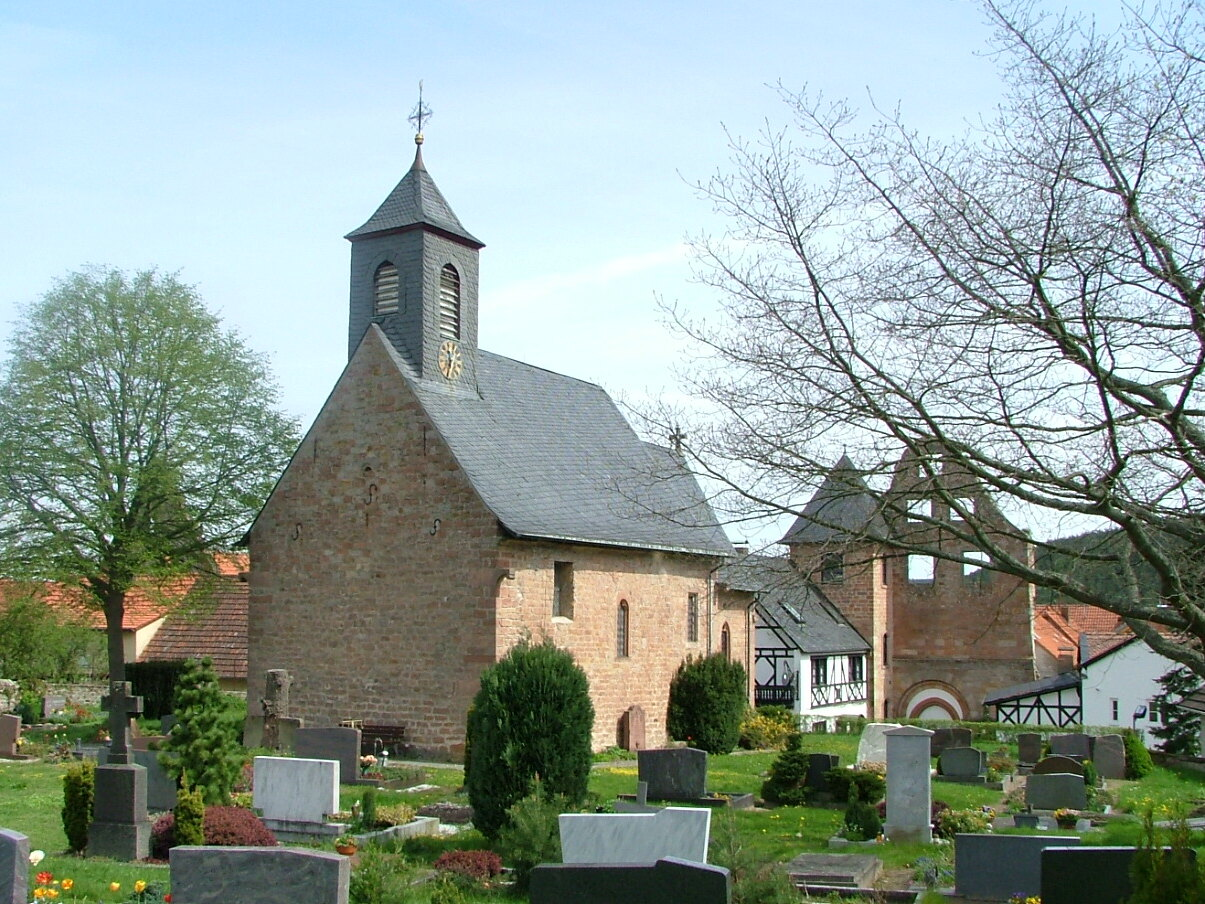
St. Jacob im Ortsteil Höningen. Rechts im Hintergrund: Westgiebel der zerfallenen Klosterkirche

Im etwa 2 Kilometer südlich gelegenen Ortsteil Höningen stehen die im romanischen Stil errichtete evangelische Kirche St. Jacob sowie die Überreste des Chorherrenstifts Kloster Höningen. Letztere umfassen den Torbogen am nördlichen Ortseingang, den Westgiebel jeweils von Konventsgebäude und Klosterkirche, die sich beide parallel zur heutigen Hauptstraße befinden. St. Jacob und das Kloster wurden um das Jahr 1120 erbaut. Zwei Schutzbriefe von Papst Innozenz II. beziehungsweise Kaiser Friedrich Barbarossa spiegeln die Bedeutung des Klosters zur Gründungszeit wider.

## Politik

### Gemeinderat
Der Gemeinderat in Altleiningen besteht aus 16 Ratsmitgliedern, die bei der Kommunalwahl am 9. Juni 2024 in einer personalisierten Verhältniswahl gewählt wurden, und dem ehrenamtlichen Ortsbürgermeister als Vorsitzendem.
Die Sitzverteilung im Gemeinderat:
| Wahl | SPD | CDU | FWG | WGD | WGK | Gesamt   |
| ---- | --- | --- | --- | --- | --- | -------- |
| 2024 | –   | 4   | 10  | –   | 2   | 16 Sitze |
| 2019 | –   | 3   | 5   | 6   | 2   | 16 Sitze |
| 2014 | 2   | 3   | 3   | 7   | 1   | 16 Sitze |
| 2009 | 3   | 1   | 5   | 6   | 1   | 16 Sitze |
| 2004 | 2   | 3   | –   | 7   | 4   | 16 Sitze |

- FWG = Freie Wählergruppe Leiningerland e. V.
- WGD = Wählergruppe Dennhardt
- WGK = Wählergruppe Köhler

### Bürgermeister
Benjamin Claus wurde im Juni 2024 zum Ortsbürgermeister von Altleiningen gewählt.
Seine Vorgänger waren Gunther Schneider (WGD) seit 2019 und Frank Dennhardt (WGD).

### Wappen
| Wappen von Altleiningen | Blasonierung: „In Rot ein schwebendes angetatztes goldenes Kreuz mit eingeschlagenen eichenblattartigen Verzierungen an den Balkenenden, bewinkelt von vier silbernen Adlern“                                                            |
| Wappen von Altleiningen | Wappenbegründung: Es wurde 1980 von der Bezirksregierung Neustadt genehmigt und geht zurück auf ein Siegel von 1716. Es entspricht dem Wappen der Grafen von Leiningen-Westerburg, die auf der Altleininger Burg ihren Stammsitz hatten. |

## Kultur und Sehenswürdigkeiten

### Kulturdenkmäler

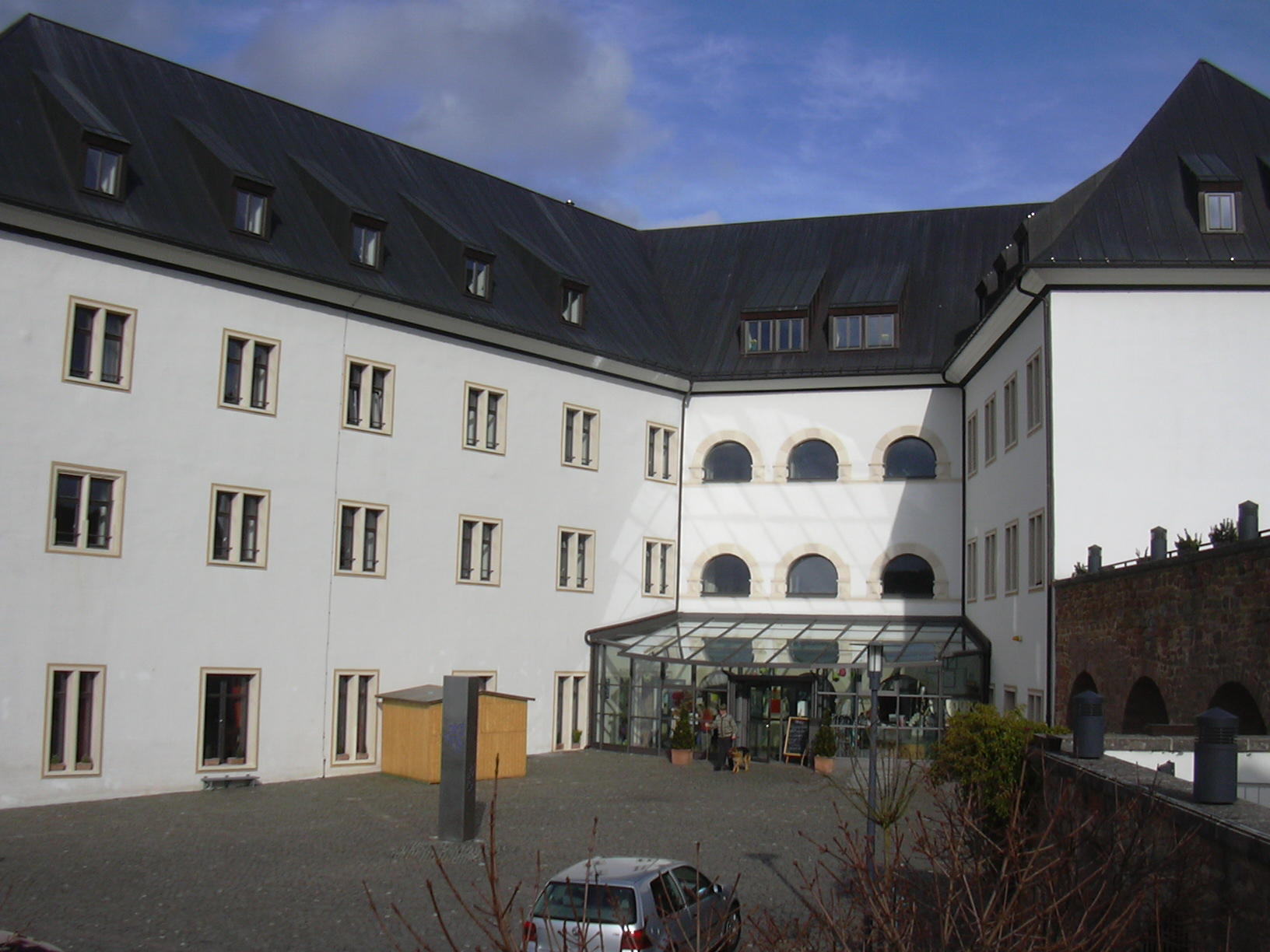
Kernbereich der Burg: heute Jugendherberge

Die Burg Altleiningen und das Kloster Höningen sind als Denkmalzonen ausgewiesen. Erstere wurde auf der Kuppe eines etwa 400 Meter hohen Berges erbaut, der sich über dem linken Eckbachufer erhebt. In die Burg wurden im 20. Jahrhundert eine Jugendherberge und – im Burggraben – ein beheiztes Freibad integriert. In der überdachten „Ehrenhalle“, einem durch Arkaden zum Burghof hin abgetrennten Raum, führen seit 1980 die Burgspiele Altleiningen alljährlich in den Sommermonaten anspruchsvolle Theaterstücke auf – klassische, moderne, häufig auch solche mit historischem Bezug.
Hinzu kommen zahlreiche Einzeldenkmäler, darunter die Inschrifttafel des 20-Röhren-Brunnens, der aus einem Stollen gespeist wird, welcher zur Versorgung der oberhalb gelegenen Burg um das Jahr 1600 tief in den Fels getrieben wurde. Von diesem bezieht der Eckbach inzwischen den größten Teil seiner Wasserführung.

### Natur
Die Ortsgemeinde liegt im Naturpark Pfälzerwald, der wiederum zum Biosphärenreservat Pfälzerwald-Vosges du Nord gehört. Vor Ort existieren insgesamt drei Naturdenkmale.
Die Lage im Pfälzerwald begünstigt das Vorkommen seltener Tier- und Pflanzenarten. So wird der Keller der Altleininger Burg von einer großen Fledermaus-Population des Großen Mausohrs zur Aufzucht des Nachwuchses genutzt. Seltene Pflanzen wie die Bienen-Ragwurz und andere Orchideen im Umkreis von Altleiningen zählen zu den botanischen Besonderheiten.
Südöstlich von Höningen befindet sich der Ritterstein 284. Er trägt die Aufschrift Julius Schmitt, dem Verfasser des Wonnegau gewidmet und verweist auf einen Funktionär des Pfälzerwald-Vereins.

### Vereine
Vor Ort existiert der Fußballverein TuS Altleiningen, der 2010 trotz sportlicher Qualifikation auf den Aufstieg in die Verbandsliga verzichtete.

## Wirtschaft und Infrastruktur

### Ansässige Unternehmen

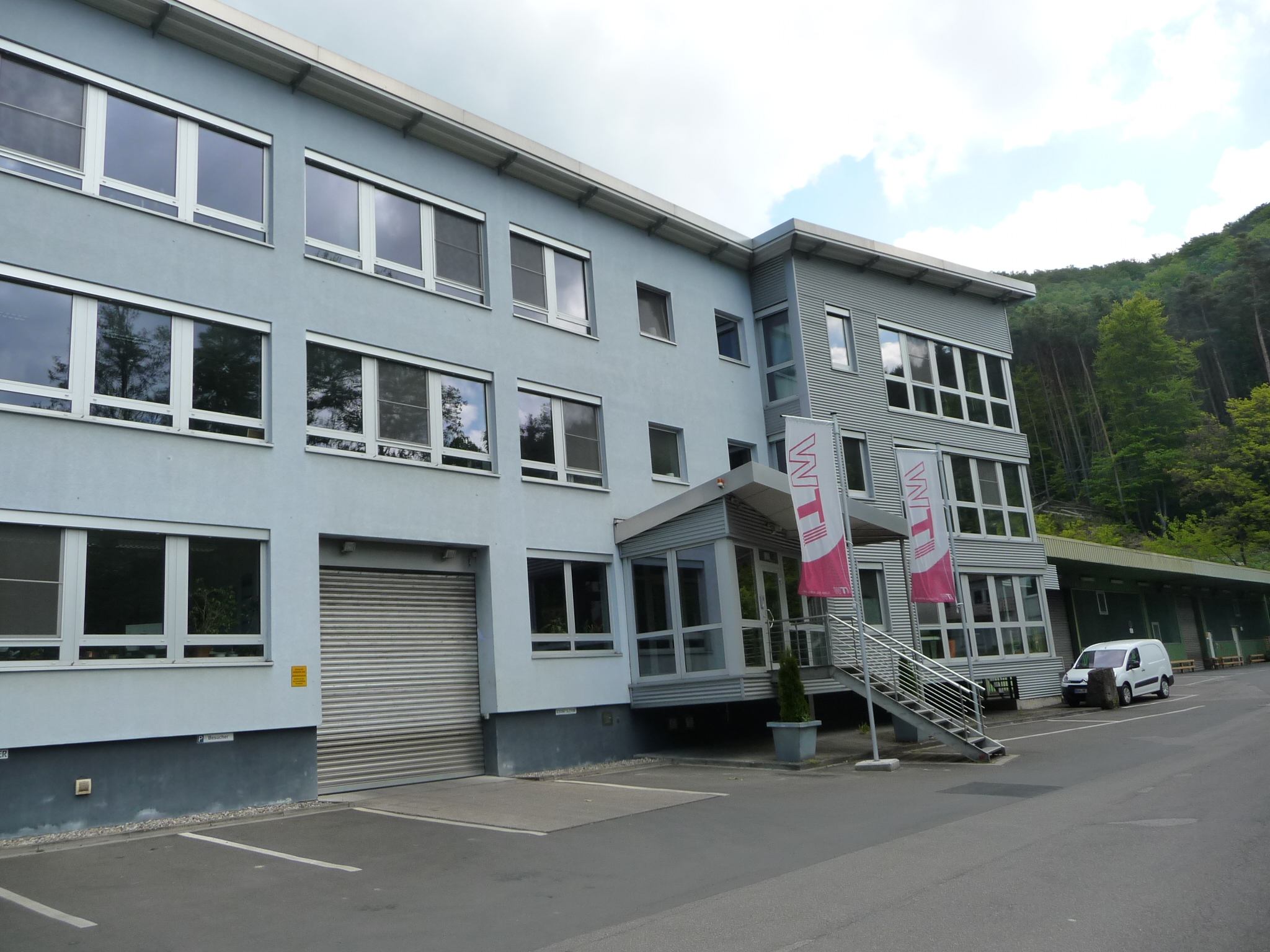
Drahtzug

Die Industrieniederlassung Maihof-Drahtzug liegt am Eckbach zwei Kilometer nordöstlich des Dorfes und ist benannt nach der Drahtzug Stein GmbH + Co. KG (später Drahtzug, seit 2019 Dradura), die dort ihre Produktionsstätte besitzt. Das Unternehmen ist der größte Arbeitgeber im Landkreis Bad Dürkheim.

### Verkehr
Altleiningen war ab 1903 Endpunkt einer in Grünstadt beginnenden Nebenbahn. Von 1903 bis 1967 fand auf der Strecke ÖPNV statt, noch bis Ende 2005 wurde die aufrechterhaltene Teilstrecke Grünstadt–Drahtzug für den Güterverkehr des Unternehmens genutzt. Nächstgelegene Bahnstation ist mittlerweile der Bahnhof Eisenberg (Pfalz) an der Eistalbahn.
Durch Altleiningen verläuft die Landesstraße 520, die eine Verbindung mit Carlsberg und Heßheim schafft. Die Kreisstraße 31 führt über Höningen bis nach Leistadt. Die Kreisstraße 32 schafft eine Direktverbindung nach Wattenheim und die Landesstraße 518 eine solche vom Kernort nach Höningen; ihre Fortsetzung nach Leistadt wurde 2011 zur Kreisstraße 31 heruntergestuft. Die Kreisstraße 33 bindet zudem die Burg Altleiningen an.
Der Omnibusverkehr fährt an der Strecke Grünstadt–Altleiningen unter anderem den Haltepunkt Drahtzug an.

### Tourismus
Durch die Gemeinde verlaufen der Eckbach-Mühlenwanderweg, die Rundwanderwege Leininger Burgenweg und Leininger Klosterweg sowie der Fernwanderweg Saar-Rhein-Main, der mit einem gelben Kreuz markiert ist und der mit einem blauen Balken gekennzeichnete Fernwanderweg Staudernheim–Soultz-sous-Forêts. Darüber hinaus liegt Altleiningen an einem Wanderweg, der mit einem grün-roten Balken markiert ist und der. Durch Höningen verlaufen ein Wanderweg, der mit einem grünen Kreuz markiert ist und der von Freinsheim bis zum Erlenkopf führt sowie einer, der mit einem grün-weißen Balken gekennzeichnet ist und von Hertlingshausen bis nach Sankt Martin führt.

### Bildung
An die von 1573 bis 1630 existierende Höninger Lateinschule, in der das Leininger-Gymnasium im nahen Grünstadt seine Wurzeln hat, erinnert das Torhaus am Eingang zur Hintergasse.

## Persönlichkeiten

### Ehrenbürger
- Georg Stein, ernannt am 30. April 1981

### Söhne und Töchter der Gemeinde
- Friedrich I. zu Leiningen-Westerburg-Altleiningen (1761–1839), Graf aus dem Adelsgeschlecht Leiningen, Standesherr und Abgeordneter
- Friedrich II. zu Leiningen-Westerburg-Altleiningen (1806–1868), Graf aus dem Adelsgeschlecht Leiningen, Standesherr und Abgeordneter
- Phil Jutzi (1896–1946), Filmregisseur

### Weitere Persönlichkeiten
- Silvio Adzic (* 1980), Fußballspieler, ist im Ort aufgewachsen.
- Johann Georg Lehmann (1797–1876), Pfarrer, Pfälzer Heimatkundler, Historiker und Buchautor, war von 1824 bis 1828 vor Ort Pfarrer.
- Iris Nieland (* 1960), Politikerin (AfD), lebt im Ort.
- Karl Christian Parcus (1763–1819), war 1792/93 für Altleiningen Mitglied des Rheinisch-Deutschen Nationalkonvents.
- Theodor Rhodius (~1572–1625), lutherischer Pfarrer und neulateinischer Dramatiker, besuchte als Stipendiat die Höninger Lateinschule.
- Winfried Storhas, Professor für Bioreaktionstechnik, Hochschule für Technik und Gestaltung Mannheim, lebt vor Ort.
- Norbert Sund (* 1959), Volleyballspieler, wohnt vor Ort.
- Ambrosius von Wachenheim war 1524 vor Ort leiningischer Amtmann.
- Otto Wilms (1915–1992), Pfälzer Heimat- und Mundartdichter, machte sich in der Gemeinde 1946 als ambulanter Händler selbstständig.
- Patrick Wittich (* 1982), Fußballspieler, spielte von 2007 bis 2008 beim TuS Altleiningen.